# Маорски језик
Маорски језик (маор. Māori) је језик Маора, народа са Новог Зеланда. Заједно са енглеским и новозеландским знаковним језиком је званични језик. У писаном облику користи латинично писмо. Маорски језик припада групи полинежанских језика и блиско је повезан са језицима који се говоре на острвима Тахити и Хаваји.
Према подацима са почетка 21. века маорски у свакодневном животу као матерњи језик говори око 60.000 људи (2009.), (4.2% од укупног новозеландског становништва или 23,7% маорског), а 150.000 (2013.) га повремено говори те га разуме.